# Parijs-Tours 1896
De eerste editie van Parijs-Tours  werd verreden op zondag 17 mei 1896. De wedstrijd had een lengte van 250 kilometer, startte in Parijs en eindigde in Tours.
De Fransman Eugène Prévost won de wedstrijd. Alleen van de eerste drie geëindigde renners is de voornaam bekend.

## Uitslag
| Plaats  | Naam           | Tijd    |
| ------- | -------------- | ------- |
| Winnaar | Eugène Prévost | 6u41    |
| 2       | Émile Ouzou    | + 11min |
| 3       | Lucien Bouvet  | + 26min |
| 4       | Pigelet        | + 38min |
| 5       | Sigouard       | + 42min |
| 6       | Vernet         | + 44min |
| 7       | Haralamb       | z.t.    |
| 8       | Loysel         | + 57min |
| 9       | Bonne          | z.t.    |
| 10      | Delalande      | +1u06   |

1896 · 
1897 · 
1898 · 
1899 · 
1900 · 
1901 · 
1902 · 
1903 · 
1904 · 
1905 · 
1906 · 
1907 · 
1908 · 
1909 · 
1910 · 
1911 · 
1912 · 
1913 · 
1914 · 
1915 · 
1916 · 
1917 · 
1918 · 
1919 · 
1920 · 
1921 · 
1922 · 
1923 · 
1924 · 
1925 · 
1926 · 
1927 · 
1928 · 
1929 · 
1930 · 
1931 · 
1932 · 
1933 · 
1934 · 
1935 · 
1936 · 
1937 · 
1938 · 
1939 · 
1940 · 
1941 · 
1942 · 
1943 · 
1944 · 
1945 · 
1946 · 
1947 · 
1948 · 
1949 · 
1950 · 
1951 · 
1952 · 
1953 · 
1954 · 
1955 · 
1956 · 
1957 · 
1958 · 
1959 · 
1960 · 
1961 · 
1962 · 
1963 · 
1964 · 
1965 · 
1966 · 
1967 · 
1968 · 
1969 · 
1970 · 
1971 · 
1972 · 
1973 · 
1974 · 
1975 · 
1976 · 
1977 · 
1978 · 
1979 · 
1980 · 
1981 · 
1982 · 
1983 · 
1984 · 
1985 · 
1986 · 
1987 · 
1988 · 
1989 · 
1990 · 
1991 · 
1992 · 
1993 · 
1994 · 
1995 · 
1996 · 
1997 · 
1998 · 
1999 · 
2000 · 
2001 · 
2002 · 
2003 · 
2004 · 
2005 · 
2006 · 
2007 · 
2008 · 
2009 · 
2010 · 
2011 · 
2012 · 
2013 · 
2014 · 
2015 · 
2016 · 
2017 · 
2018 · 
2019 ·
2020 ·
2021 ·
2022 ·
2023 ·
2024 ·
2025